# Kate Burton
Pour les articles homonymes, voir Burton.
Kate Burton est une  actrice américaine née le 10 septembre 1957 à Genève (Suisse).

## Famille et vie privée
Kate Burton est la fille aînée de l'acteur gallois Richard Burton et de l'actrice Sybil Christopher. 
Mariée à Michael Ritchie (en), un directeur artistique américain, Kate Burton a deux enfants, Morgan (née le 14 mai 1988) et Charlotte Ritchie (née le 19 janvier 1998).

## Filmographie

### Cinéma
- 1969 : Anne des mille jours (Anne of the Thousand Days) : une servante
- 1983 : Doonesbury: A Broadway Musical : Joan 'JJ' Caucus, Jr
- 1986 : Les Aventures de Jack Burton dans les griffes du Mandarin (Big Trouble in Little China) : Margo
- 1993 : L'Enfance de l'art (Life with Mikey) : Mme Burns
- 1996 : August : Helen Blathwaite
- 1996 : Le Club des ex (The First Wives Club) : la femme au lit
- 1997 : Ice Storm (The Ice Storm) : Dorothy Franklin
- 1998 : Celebrity : Cheryl, l'amie de Robin
- 2000 : Les Opportunistes (The Opportunists) : Sœur de la maison de repos
- 2002 : Infidèle (Unfaithful) : Tracy
- 2002 : L'Obsédée (Swimfan) : Carla Cronin
- 2003 : The Paper Mache Chase : Martha
- 2005 : Stay : Mme Letham
- 2006 : Sherrybaby : Marcia
- 2006 : Lovely by Surprise : Helen
- 2008 : Max Payne : Nicole Horne
- 2010 : Remember Me : Janine
- 2010 : 127 heures : Mme Ralston
- 2011 : Puncture : la sénatrice O'Reilly
- 2012 : Two Days in New York de Julie Delpy : Bella
- 2013 : Liberal Arts : Susan
- 2014 : Barefoot : Mme Wheeler
- 2023 : Dumb Money de Craig Gillespie : Elaine Gill

### Télévision
- 1983 : Alice au pays des merveilles (TV) : Alice
- 1984 : Ellis Island, les portes de l'espoir ("Ellis Island") (feuilleton TV) : Vanessa Ogden (3 épisodes)
- 1985 : Evergreen (feuilleton TV) : Agatha Bradford
- 1987 : La Case de l'oncle Tom (TV) de Stan Lathan : Ophelia
- 1988 : Journey Into Genius (TV) : Agnes Bolton O'Neill
- 1992 : New York, police judiciaire : Sœur Bettina (saison 2, épisode 17)
- 1992 : Home Fires (série télévisée) : Anne Kramer
- 1993 : Love Matters (TV) : Deborah
- 1994 : Monty (série télévisée) : Fran Richardson
- 1970 : La Force du destin ("All My Children") (série télévisée) : Dr. Renee Peters (1994)
- 1995 : Notes for My Daughter (TV)
- 1996 : Jury en otage (Mistrial) (TV) : Katherine Donohue
- 1997 : La Maison bleue (Ellen Foster) (TV) : Abigail
- 2002 : Liaison obsessionnelle (Obsessed) (TV) : Sara Miller
- 2003 : Le Journal d'Ellen Rimbauer (The Diary of Ellen Rimbauer) (TV) : Connie Posey
- depuis 2005 : Grey's Anatomy : Dr. Ellis Grey
- 2005 : Empire Falls (TV) : Cindy Whiting
- 2008 : Hanté (épisode 6)
- 2008 : Médium : Bonnie Barrister (saison 4, épisode 3)
- 2009-2010 : The Good Wife : Victoria Adler (3 épisodes)
- 2011 : New York, unité spéciale : Annette Cole (saison 12, épisode 18)
- 2011 - 2017 : Grimm : Marie Kessler (3 épisodes)
- 2012 - 2018 : Scandal (série télévisée) : Sally Langston, la vice-présidente des États-Unis (42 épisodes)
- 2013 : Revolution : Dr Jane Warren
- 2013 : Full Circle : Vera
- 2015 : Elementary : Mme Dannon (saison 4, épisode 11)
- 2015 : Extant : Fiona Stanton
- 2018 : This Is Us : Barbara (2 épisodes)
- 2018 : Modern Family : Iris Fennerman (saison 9 épisode 21)
- 2019 - 2021 : Supergirl :  Isabel Nal (3 épisodes)
- 2019 : 13 Reasons Why : la médecin (saison 4, épisode 10)
- 2020 - 2021 : Charmed  : Celeste (6 épisodes)
- 2020 : Prodigal Son : Sarah Windsor
- 2022 : Inventing Anna : Nora Radford (3 épisodes)
- 2025 : Nouvelle vie à Ransom Canyon (Ransom Canyon) : Katherine Bullock

## Théâtre
- 1982 : Present laughter de Noël Coward
- 1983 : Alice in wonderland d'après Lewis Carroll
- 1983 : Doonesbury comédie musicale d'après le comic strip de Garry Trudeau, livret et paroles G. Trudeau, musique Elizabeth Swados
- 1986 : Wild honey de Michael Frayn
- 1990 : Some american abroad de Richard Nelson
- 1992 : Jake's women de Neil Simon
- 1995 : Company, comédie musicale, paroles et musique de Stephen Sondheim, livret de George Furth
- 1997 : An american daughter de Wendy Wasserstein
- 1998 : The Beauty Queen of Leenane de Martin McDonagh
- 2001 : Hedda Gabler de Henrik Ibsen
- 2002 : The elephant man de Bernard Pomerance
- 2005 : The constant wife de William Somerset Maugham
- 2006 : Spring awakening comédie musicale, musique de Duncan Sheik, paroles et livret de Steven Sater
- 2010 : The grand manner de A.R. Gurney